# كارل إي. دوكت
كارل إي. دوكت (بالإنجليزية: Carl E. Duckett)‏ هو تكنولوجي أمريكي، ولد في 22 مارس 1923، وتوفي في 1 أبريل 1992.